# Dodecaborato
O ânion dodecaborato(12), [B12H12]2−, é um borano com um arranjo icosaédrico de 12 átomos de boro, com cada átomo de boro estando ligado a um átomo de hidrogênio. Sua simetria é classificada pelo grupo de pontos moleculares Ih .

## Estrutura e Ligação

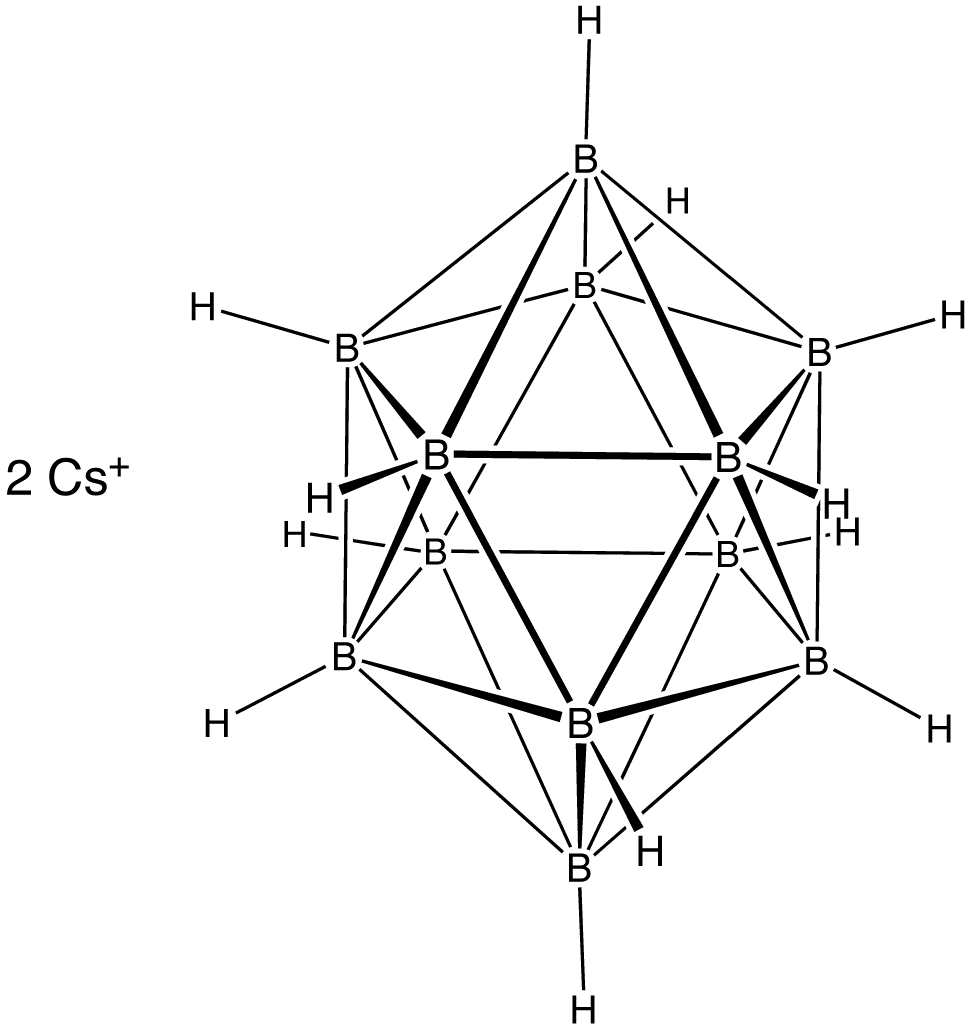
Estrutura do sal dodecaborato de césio, Cs_{2}[B_{12}H_{12}].

O íon consiste em um cluster em formato de gaiola icosaédrica regular composto por doze átomos de boro, cada um deles ligado radialmente a um átomo de hidrogênio. A estrutura também contém duas cargas negativas. Na química de clusters, é considerada um agregado do tipo closo.
As ligações entre os átomos de boro na gaiola icosaédrica não são ligações covalentes convencionais, devido ao fato os átomos de B serem deficientes de elétrons. O sistema de ligações na estrutura consiste em um híbrido de ressonância entre ligações covalentes simples B-B entre alguns dos boros, e ligações covalentes tricentradas com dois elétrons B-B-B entre outros átomos de boro, perfazendo treze pares de elétrons na estrutura do cluster: um par de cada um dos doze boros e mais outro par das cargas negativas do íon (pode-se considerar que o núcleo icosaédrico B12 contém 3 ligações normais e 10 tricentradas deslocalizadas, com uma ordem de ligação igual a 0,86 para cada aresta do icosaedro). Com 26 elétrons (um número par não múltiplo de 4, ou seja, 4n+2) deslocalizados na estrutura extremamente simétrica, o cluster satisfaz a regra de Hückel, e, portanto, é um composto aromático, o que justifica a sua extraordinária estabilidade.

## Síntese e reações
A existência do ânion dodecaborato(12), [B12H12]2−, foi prevista por HC Longuet-Higgins e M. de V. Roberts em 1955. Hawthorne e Pitochelli fizeram isso pela primeira vez 5 anos depois, por a reação de 2-iododecaborano com trietilamina em solução de benzeno a 80 °C. É mais convenientemente preparado em duas etapas a partir de borohidreto de sódio. Primeiro, o borohidreto é convertido em um ânion octahidrotriborato usando o eterato de trifluoreto de boro:
5NaBH4 + BF3 → 2NaB3H8 + 3NaF + 2H2
A pirólise do octahidrotriborato dá o cluster de doze boros como o sal de sódio. Uma variedade de outros métodos sintéticos foram publicados.
Outra forma de obtenção consiste em aquecer uma mistura de decaborano -14 com o aduto trietilamina-borano a 190 °C. A reação produz o sal de trietilamônio do ânion dodecaborato.
B10H14 + 2(C2H5)3N•BH3 ---> ((C2H5)3NH)2[B12H12] + 3H2
Diferentemente de muitos compostos de boro e hidrogênio, que são muito reativos e vulneráveis à hidrólise e oxidação (muitas vezes vigorosas e violentas), os sais do íon dodecaborato são excepcionalmente estáveis à água e ao ar e não reagem com hidróxido de sódio aquoso quente ou ácido clorídrico, o que demonstra sua estabilidade incomum atribuída à aromaticidade do cluster. O íon também possui uma grande estabilidade térmica e considerável inércia química. O ácido correspondente, (H3O)2[B12H12], possui uma força comparável à do ácido sulfúrico.
O ânion pode ser oxidado eletroquimicamente a [B24H23]3−.

## Derivados substituídos
Sais de [B12H12]2− sofrem hidroxilação com peróxido de hidrogênio para dar sais de [B12(OH)12]2−. Os sais de metais alcalinos desse ânion são pouco solúveis em água, enquanto os sais de amônio (NH4)2[B12(OH)12] e hidrônio (H3O)2[B12(OH)12] são insolúveis, o que é incomum para sais desses íons. Os átomos de hidrogênio no íon [B12H12]2− podem ser substituídos pelos halogênios com vários graus de substituição. Uma derivada relacionada é [B12(CH3)12]2− . O icosaedro dos átomos de boro é de natureza aromática.
Sob pressão de quilobar, o monóxido de carbono reage com o [B12H12]2−  para formar os derivados carbonílicos [B12H11CO]− e os isômeros 1,12 e 1,7 de [B12H10(CO)2−]. A dissubstituição para em 1,12 é incomum. Na água, os dicarbonilas parecem formar íons carboxílicos: [B12H10(CO)CO2H]− e [B12H10(CO2H)2]2−.
O intermediário periodado [B12I12]2− pode sofrer reação de substituição na presença de cianeto de potássio para formar derivados cianetados tais como [B12(CN)11I]2− e [B12(CN)12]2−. A substituição total é difícil.

## Numeração

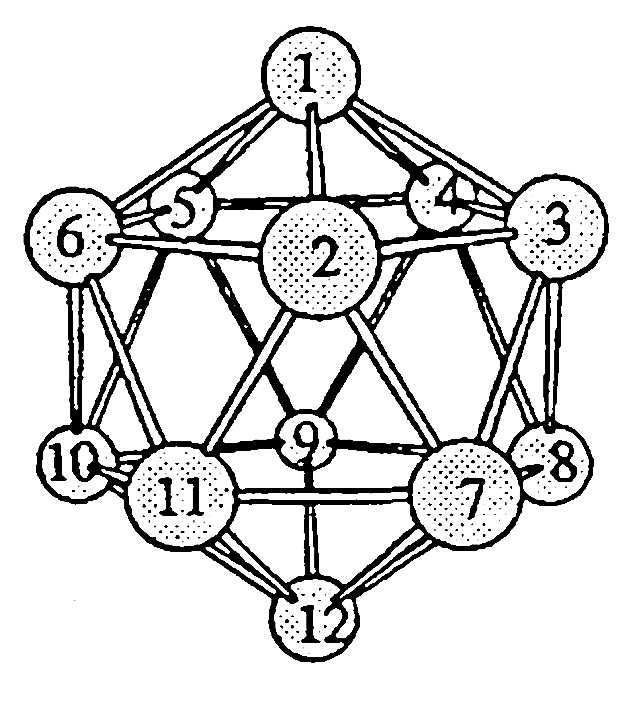
Sistema de numeração para clusters icosaédricos de borano.

Assim como as cadeias carbônicas dos compostos orgânicos, os clusters poliédricos de borano também recebem numeração em seus átomos. Para os clusters icosaédricos, o seguinte esquema de numeração é usado para identificar os produtos derivados. O primeiro átomo de boro é numerado 1, então o anel mais próximo de cinco átomos ao seu redor é numerado no sentido anti-horário de 2 a 6. O próximo anel de átomos de boro é iniciado em 7 para os átomos mais próximos dos números 2 e 3, e conta no sentido anti-horário até 11. O átomo oposto ao original é numerado como 12.

## Compostos com Gases Nobres

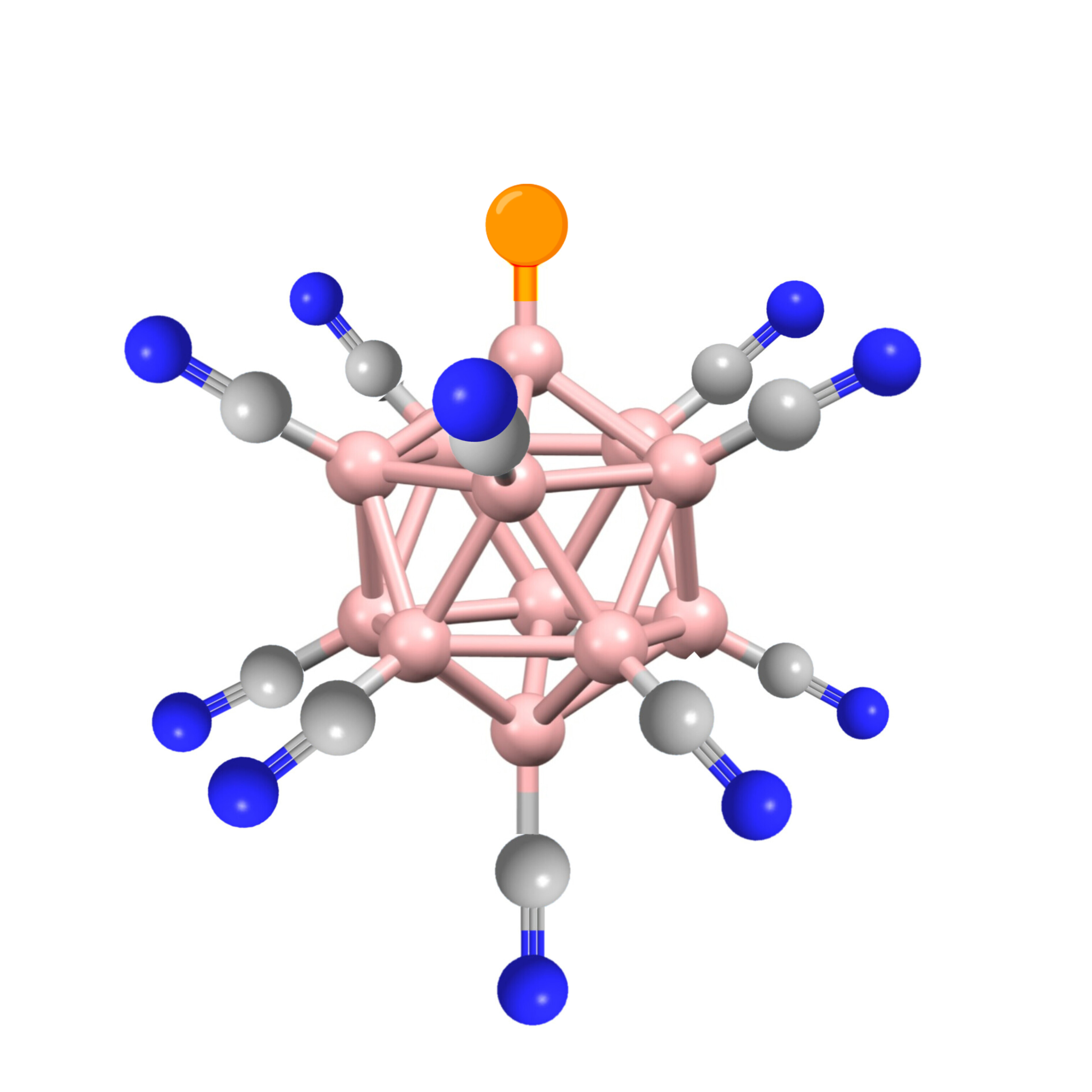
Íon undecaciano(neônio)dodecaborato, [B_{12}(CN)_{11}^{–}, a primeira espécie química relativamente estável e isolável contendo o elemento neônio ligado. Essa espécie química é estável abaixo de -223 °C.

Derivados completamente substituídos do dodecaborato, do tipo [B12X12]2− (X = F, Cl, Br, I ou CN), foram mostrados sendo capazes de ligar átomos de gases nobres quando um dos átomos de halogênio ou grupo cianeto carregados negativamente é removido da estrutura. 
Essas entidades super-eletrofílicas resultantes da perda de um substituinte contêm um átomo de boro vago instável com apenas seis elétrons de valência (portanto, com o octeto incompleto) e uma forte carga parcial positiva, que age como um ácido de Lewis extremamente poderoso, porém incapaz de ligar espécies químicas com carga negativa devido à carga negativa repulsiva do próprio cluster. Como consequência, esse boro vago só pode se ligar a espécies químicas rigorosamente neutras com pares não-ligantes de elétrons, que incluem moléculas neutras como N2, O2, CO, Hg ou até mesmo os átomos de gases nobres.
As espécies resultantes da perda de halogênio {B12F11}− e {B12I11}− são capazes de ligar xenônio e (teoricamente) radônio, enquanto {B12Br11}− é capaz de ligar esses últimos e mais o criptônio, e {B12Cl11}− liga todos esses e mais o argônio, embora esse último mais fracamente.
O derivado contendo todos os hidrogênios substituídos por grupos cianeto, o íon percianododecaborato, [B12(CN)12]2−, tem sido empregado para a produção da espécie super-eletrofílica {B12(CN)11}−, cuja eletrofilicidade do boro vago supera muito a dos derivados halogenados, sendo capaz de ligar firmemente quase todos os gases nobres. Ele é capaz de ligar de forma estável o argônio à temperatura ambiente, formando o cluster [B12(CN)11Ar]−. Uma espécie química semelhante com o neônio, [B12(CN)11Ne]− também foi detectada, porém mostrou-se estável apenas abaixo de 50K, mas ainda assim constituindo o primeiro composto de neônio produzido. De fato, complexos semelhantes dessa estrutura foram obtidos com todos os gases nobres exceto o hélio. A estabilidade dessas espécies químicas contendo ligações estáveis a gases nobres é atribuída a alguns fatores:[carece de fontes?]
- A fortíssima afinidade eletrônica do boro vago (reforçada pelo forte efeito indutivo eletroatrativo dos grupos substituintes restantes no cluster);
- A proteção estérica do gás nobre ligado fornecida pelos grupos substituintes ligados aos boros vizinhos ao boro vago. Substituintes muito pequenos como –F não protegem muito bem o átomo de gás nobre, enquanto, na mão oposta, outros muito volumosos como –I dificultam a ligação do gás nobre ao boro vago por obstrução estérica, restringindo a ligação apenas aos gases nobres mais pesados, mais reativos. –Cl e –Br têm um tamanho intermediário adequado, oferecendo proteção sem dificultar a ligação do gás nobre. O –CN é um substituinte mais adequado por ter uma forma "comprida" que ajuda a proteger melhor o gás nobre de ser deslocado por nucleófilos, além de ter um forte efeito indutivo de retirar densidade eletrônica da gaiola e, por conseguinte, do boro vago, favorecendo a ligação até dos gases nobres mais leves, mais difíceis de ligar;
- A carga elétrica negativa do cluster, que repele espécies químicas negativas nucleofílicas que poderiam deslocar o átomo de gás nobre;
- A extrema rigidez da gaiola icosaédrica, que impossibilita que o boro vago seja "atacado por trás" por algum nucleófilo que deslocaria o gás nobre.

Sais desses clusters com cátions grandes como césio, PPN+ e tetrametilamônio poderiam ser isolados como compostos estáveis de gases nobres.
Também é teorizado que outros super-eletrófilos hipotéticos relacionados tais como {B12(BO)11}− e {B12(O-BO)11}−, ou mesmo algum análogo contendo o boro vago substituído pelo berílio possam ser ácidos de Lewis ainda mais fortes e com afinidade eletrônica ainda maior do que o derivado cianetado, podendo formar ligações ainda mais estáveis com os gases nobres, possivelmente incluindo o hélio.

## Aplicações potenciais
Compostos baseados no íon [B12H12]2− foram avaliados para extração com solvente dos íons radioativos 152Eu3+ e 241Am3+.
[B12H12]2−, [B12(OH)12]2− e  [B12(OCH3)12]2− mostram-se promissores para uso na administração de medicamentos. Eles formam "closômeros", que têm sido usados para fabricar agentes de contraste de ressonância magnética de alto desempenho não direcionados que são persistentes no tecido tumoral.
Os sais de [B12H12]2− são potenciais agentes terapêuticos no tratamento do câncer. Para aplicações em terapia de captura de nêutrons de boro, os derivados do closo-dodecaborato aumentam a especificidade do tratamento com irradiação de nêutrons. A irradiação de nêutrons de boro-10 leva à emissão de uma partícula alfa perto do tumor.
Conforme visto no tópico anterior, derivados per-halogenados ou percianetados desse cluster podem formar ligações estáveis com gases nobres, podendo ser usados para isolar compostos estáveis deles, em especial Ne e Ar.